# Щербаков, Василий Кириллович
Василий Кириллович Щербаков (1912—1945) — участник Великой Отечественной войны, Герой Советского Союза (1944). Герой Туркменистана. Командир сапёрного отделения 86-го гвардейского отдельного сапёрного батальона 77-й гвардейской стрелковой Черниговской ордена Ленина Краснознамённой ордена Суворова дивизии 61-й армии Центрального фронта, гвардии сержант.

## Биография
Родился 30 ноября (13 декабря) 1912 года в селении Куркулаб (ныне — Гёкдепинский этрап Ахалский велаят, Туркменистан) в крестьянской семье. Русский.
Окончил 6 классов и в 1938 году курсы гидротехников. Работал молотобойцем, участковым гидротехником в Геок-Тепинском районе.
В Красную Армию призван Геок-Тепинским райвоенкоматом Ашхабадской области Туркменской ССР в ноябре 1941 года. На фронте в Великую Отечественную войну — с января 1942 года. Член ВКП(б) с 1942 года. Воевал на Северо-Западном, Донском, Центральном, Белорусском, 1-м Белорусском фронтах.
Командир сапёрного отделения гвардии сержант Василий Щербаков особо отличился в сентябре 1943 года при форсировании реки Днепр и освобождении Лоевского и Комаринского районов (ныне Брагинский район) Полесской (ныне Гомельской) области Белоруссии.
Окончив курсы младших лейтенантов, воин-сапёр В. И. Щербаков стал офицером, дойдя с боями до гитлеровской Германии, где и встретил День Победы. По окончании боевых действий гвардии старший лейтенант Щербаков с вверенной ему сапёрной ротой очищал от смертоносных снарядов и мин землю и дома, освобождённой от гитлеровского фашизма Германии.
31 октября 1945 года при выполнении специального задания командования он погиб. Похоронен в Германии на Братском кладбище в городе Рослау провинции Бранденбург.
Память
Именем Героя названа улица в Геок-Тепе (Туркменистан).

## Награды
Указом Президиума Верховного Совета СССР «О присвоении звания Героя Советского Союза генералам, офицерскому, сержантскому и рядовому составу Красной Армии» от 15 января 1944 года за «образцовое выполнение боевых заданий командования по форсированию реки Днепр и проявленные при этом мужество и героизм» гвардии сержанту Щербакову Василию Кирилловичу присвоено звание Героя Советского Союза с вручением ордена Ленина и медали «Золотая Звезда» (№ 2961).
Также награждён орденами Александра Невского, Отечественной войны 1-й и 2-й степеней, Красной Звезды, медалью. Удостоен посмертно высшей степени отличия Туркмении — звания «Герой Туркменистана».